# Buława

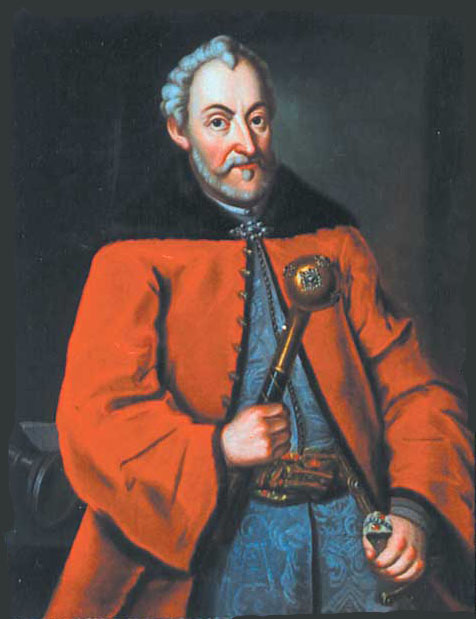
Hatmanul Jan Zamoyski în delia purpurie, cu zupan din mătase albastră. Ține în mâna dreaptă buława (bastonul) de hatman.

Buława  (în limbile rusă și ucraineană: булава, bulava) era un buzdugan de ceremonie purtat de hatmani, (marii hatmani și hatmanii de câmp), ofițerii cu cel mai înalt grad în armata Poloniei și a Respospolitei – Republica celor două națiuni, sau de șefii militari ai statului căzăcesc. În limbile slave, bulawa denumește buzduganul, atât în sensul armei de luptă cât și al însemnului rangului militar.
Hatmanii își adăugau imaginea buława pe blazonul lor..  în zilele noastre,  buława apare pe epoleții mareșalilor Poloniei și este, de asemenea, simbolul președinției Ucrainei.

## Vezi și

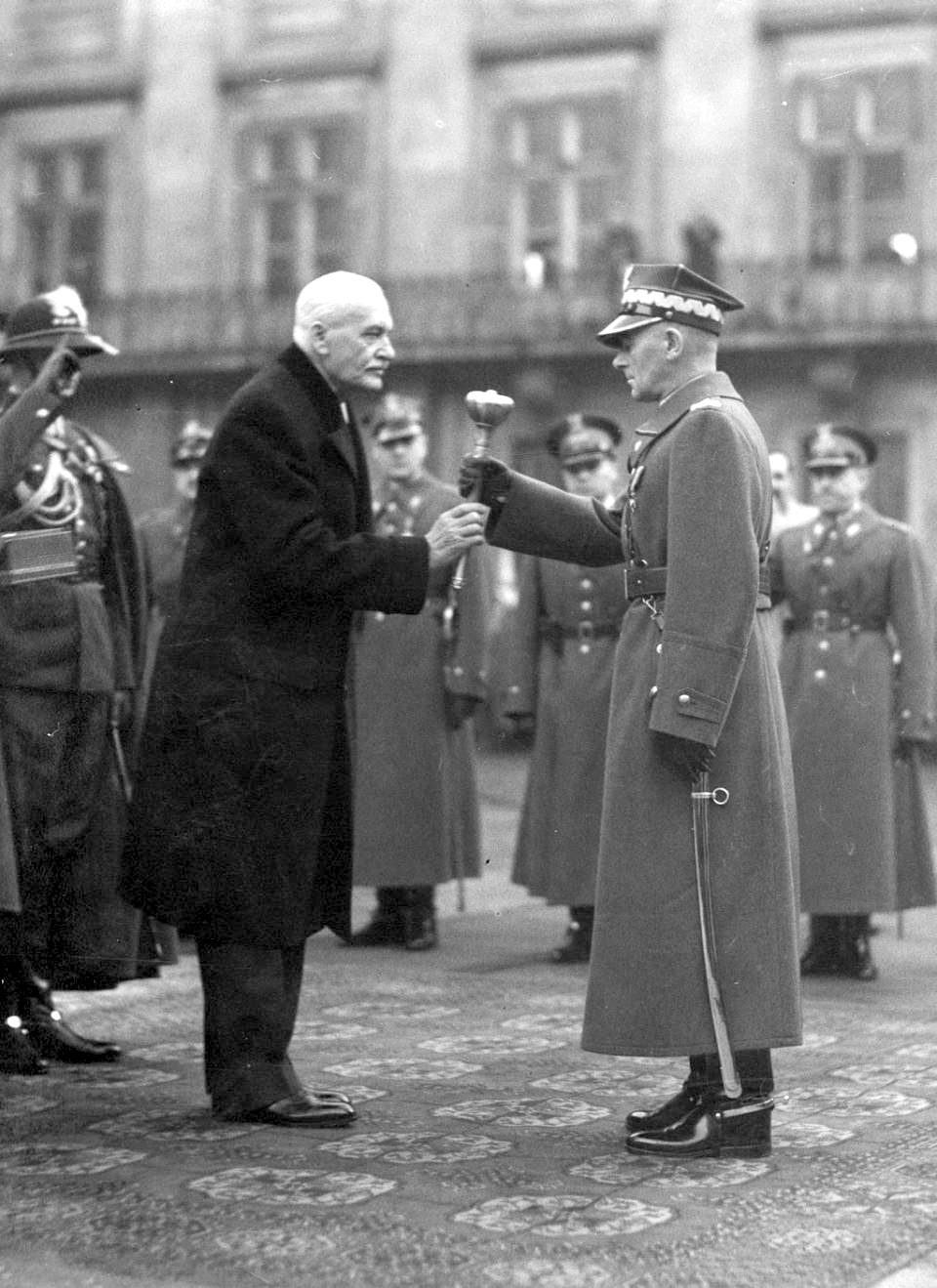
Edward Rydz-Śmigły (în dreapta) primind buława din mâinile președintelui Poloniei, Ignacy Mościcki, Varșovia, 10 noiembrie 1936.